# Tikveš

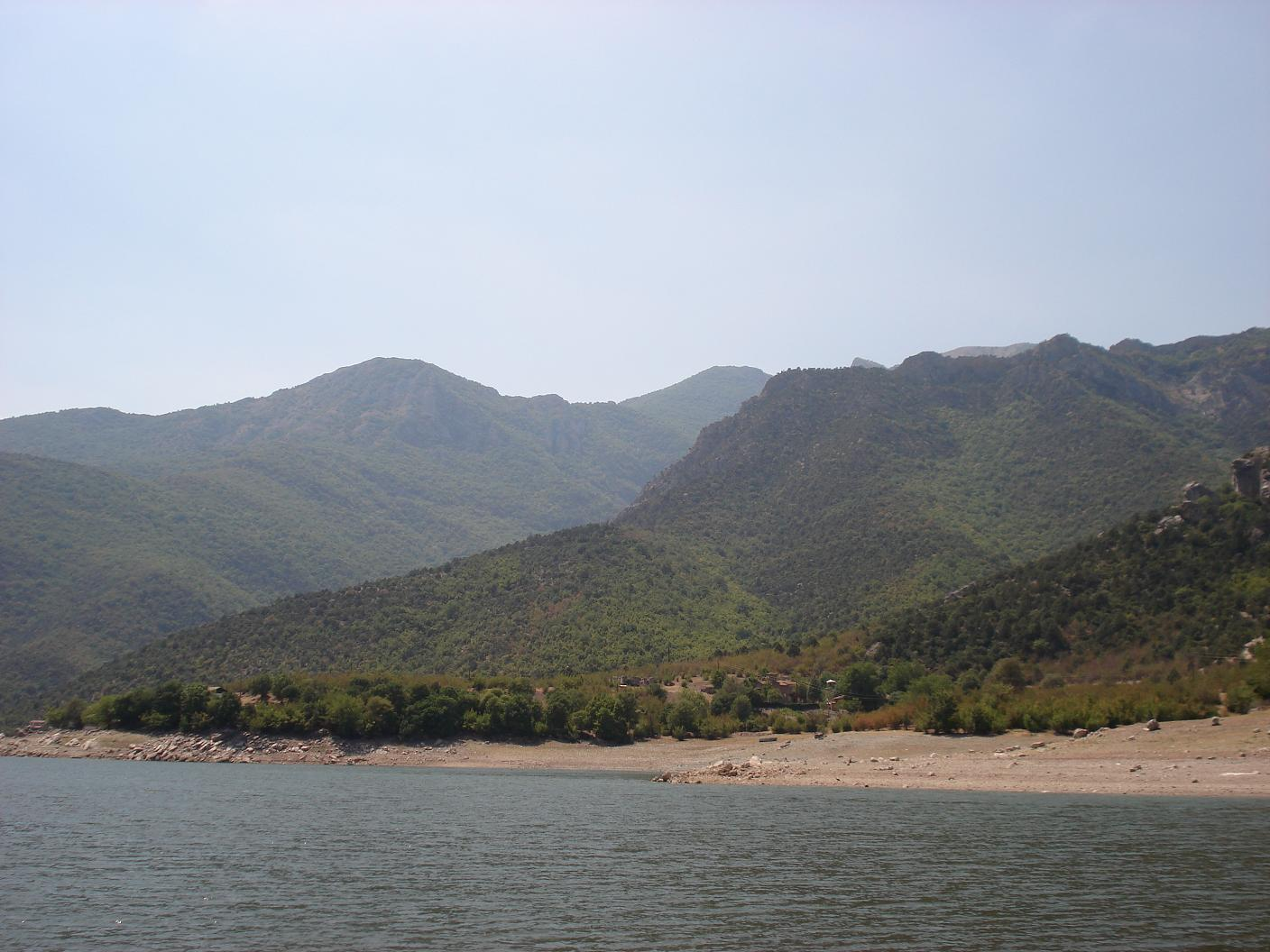
Lago Tikveš.

El Tikveš (en macedonio: Тиквеш) es una planicie de Macedonia del Norte, conocida por su viticultura. Se encuentra al sur del país, al oeste del río Vardar. La zona está marcada por muchos viñedos, pequeños pueblos como Kavadarci y Negotino y el lago Tikveš, el lago artificial más grande de Macedonia del Norte. Está alimentado por el Crna, un río que cruza la planicie antes de unirse al Vardar.